# コンスタンサ・デ・アラゴン・イ・カスティーリャ
コンスタンサ・デ・アラゴン・イ・カスティーリャ（Constanza de Aragón y Castilla, 1179年 - 1222年6月23日）は、アラゴン王アルフォンソ2世と王妃サンチャ（カスティーリャ王アルフォンソ7世の娘）の長女。ハンガリー語名コンスタンツィア (Aragóniai Constancia)、ドイツ語名コンスタンツェ・フォン・アラゴン (Konstanze von Aragon)、イタリア語名コスタンツァ・ダラゴーナ (Costanza d'Aragona)。

## 生涯
1198年にハンガリー王イムレと結婚した。2人の間には1男ラースロー3世が生まれた。イムレは1204年に死去し、ラースローが幼くして王位を継承したが、翌1205年にイムレの弟アンドラーシュ2世によって廃位された。コンスタンサとラースローはオーストリア公レオポルト6世の許へ逃れたが、間もなくラースローは死去し、コンスタンサはアラゴンへ帰国した。
のち、1209年にシチリア王フェデリーコ1世と再婚し、その最初の妃となった。フェデリーコは1215年に神聖ローマ皇帝フリードリヒ2世となった。フェデリーコとの間には1男ハインリヒが生まれた。ハインリヒはコンスタンサの生前にローマ王位に就けられていたが、コンスタンサの死後の1235年に反乱を起こして廃嫡され、1242年にアプーリアに護送される途中で、山中の崖に投身自殺を遂げた。
コンスタンサが2人の夫それぞれとの間にもうけた息子たちは、いずれも嫡男として生まれて父王の後継者とされながら、終わりを全うすることができなかったことになる。